# Encarnación Redondo Jiménez
Encarnación Redondo Jiménez (ur. 18 kwietnia 1944 w Sorii) – hiszpańska polityk, samorządowiec, wykładowca akademicki, w latach 1994–2004 eurodeputowana dwóch kadencji.

## Życiorys
Z wykształcenia agronom. Pracowała w administracji rolnej, kierowała nią w Sorii. W 1977 objęła stanowisko profesora na uniwersytecie kształcenia na odległość UNED. Od 1987 do 1994 zajmowała kierownicze stanowisko w administracji terytorialnej. Weszła w skład władz regionalnym Partii Ludowej w Kastylii i Leónie.
W wyborach w 1994 z listy Partii Ludowej uzyskała mandat posłanki do Parlamentu Europejskiego IV kadencji. W 1999 skutecznie ubiegała się o reelekcję. Należała do grupy chadeckiej, pracował w Komisji Rolnictwa i Rozwoju Obszarów Wiejskich (od 1999 do 2002 jako jej wiceprzewodnicząca). W PE zasiadała do 2004.
W 2003 wybrana na burmistrza Sorii z ramienia koalicji PP i lokalnej partii IDES. W 2007 nie uzyskała reelekcji, weszła natomiast w skład rady miejskiej.